# Podman
Podman(pod manager)은 레드햇이 개발한 리눅스 운영체제에서 컨테이너, 이미지, 볼륨 및 포드를 처리하는 데 사용되는 오픈 소스 컨테이너 관리 도구이다.  리눅스가 아닌 Mac OS 및 마이크로소프트 윈도우에서는 가상 머신을 통해 사용할 수 있다. libpod 라이브러리를 통해 컨테이너, 포드, 이미지 및 볼륨의 수명 주기 관리를 위한 도커 API와 호환되는 API를 제공한다. 또한 도커 데스크탑을 대신하여 사용할 수 있는 GUI인 팟맨 데스크탑이 있다.

## 같이 보기
- 리눅스 컨테이너 소프트웨어 목록

## 추가 읽기
- “Podman in Action: Secure, Rootless Containers for Kubernetes, Microservices, and More: Walsh, Daniel: 9781633439689: Books”. 《learning.oreilly.com》.
- “Podman for DevOps: Containerization reimagined with Podman and its companion tools: Arrichiello, Alessandro, Salinetti, Gianni: 9781803248233: Books”. 《packtpub.com》.